# Aeroportul Half Moon Bay
Aeroportul Half Moon Bay (IATA: HAF, ICAO: KHAF, FAA LID: HAF) este un aeroport din California, Statele Unite ale Americii ce deservește zona San Francisco. Aeroportul a fost tranzitat în 2019 de 4 pasageri. A fost deschis în 1942 și numit după Eddie Andreini⁠(d).
Situat la o altitudine de 20 m, aeroportul dispune de 1 pistă.

## Infrastructură

### Piste
Aeroportul dispune de o singură pistă. Pista 12/30 are suprafața de asfalt și dimensiunile 5.000 picioare × 150 picioare. 